# Tiro nos Jogos Olímpicos de Verão de 2020 - Pistola livre 25 m feminino
A competição da pistola livre 25 m feminino do tiro nos Jogos Olímpicos de Verão de 2020 foi disputada em 29 e 30 de julho de 2021 no Campo de Tiro de Asaka, em Tóquio. Um total de 44 atiradoras de 30 Comitês Olímpicos Nacionais (CON) participaram do evento.

## Qualificação
O período de qualificação começou com o Campeonato Mundial de 2018 em Changwon, Coreia do Sul, que foi concluído em 15 de setembro. Por todo o processo, as vagas foram geralmente concedidas para as atiradoras que vencessem uma etapa da Copa do Mundo da ISSF ou ficassem em uma posição de destaque na mesma competição ou em eventos continentais (África, Europa, Ásia, Oceania e Américas).
Após a conclusão do período de qualificação e o recebimento da lista oficial de vagas pelos Comitês Olímpicos Nacionais (CON), a ISSF considerou as posições no ranking mundial para cada evento individual. As atiradores melhores colocados ainda não qualificadas e cujo CON também não tivesse uma quota no evento obtiveram uma vaga direta. O Japão também teve uma vaga garantida como país sede.

## Calendário
Horário local (UTC+9)
| Data                | Horário | Fase                     |
| ------------------- | ------- | ------------------------ |
| 29 de julho de 2021 | 9:00    | Qualificação – precisão  |
| 30 de julho de 2021 | 9:00    | Qualificação – agilidade |
| 30 de julho de 2021 | 14:00   | Final                    |

## Medalhistas
| Ouro   | ROC Vitalina Batsarashkina |
| Prata  | KOR Kim Min-jung           |
| Bronze | CHN Xiao Jiaruixuan        |

## Recordes
Antes desta competição, os seguintes recordes eram estabelecidos:
| Recordes da qualificação | Recordes da qualificação | Recordes da qualificação | Recordes da qualificação | Recordes da qualificação |
| ------------------------ | ------------------------ | ------------------------ | ------------------------ | ------------------------ |
| Recorde mundial          | Diana Iorgova            | 594                      | Milão                    | 31 de maio de 1994       |
| Recorde olímpico         | Zhang Jingjing           | 592                      | Rio de Janeiro           | 10 de agosto de 2016     |

| Recordes da final | Recordes da final | Recordes da final | Recordes da final | Recordes da final       |
| ----------------- | ----------------- | ----------------- | ----------------- | ----------------------- |
| Recorde mundial   | Veronika Major    | 40                | Nova Déli         | 24 de fevereiro de 2019 |
| Recorde olímpico  | Não estabelecido  | –                 | –                 | –                       |

Após a competição, os seguintes recordes foram estabelecidos:
| Recorde          | Tipo              | Atirador(a)                | Marca | Local  | Data                |
| Recorde olímpico | Recordes da final | ROC Vitalina Batsarashkina | 38    | Tóquio | 30 de julho de 2021 |
| Recorde olímpico | Recordes da final | KOR Kim Min-jung           | 38    | Tóquio | 30 de julho de 2021 |

## Resultados

### Qualificação
| Pos. | Atiradora               | CON                | Precisão | Precisão | Precisão | Precisão | Agilidade | Agilidade | Agilidade | Agilidade | Total | 10x | Notas |
| Pos. | Atiradora               | CON                | 1        | 2        | 3        | Total    | 1         | 2         | 3         | Total     | Total | 10x | Notas |
| ---- | ----------------------- | ------------------ | -------- | -------- | -------- | -------- | --------- | --------- | --------- | --------- | ----- | --- | ----- |
| 1    | Antoaneta Kostadinova   | BUL Bulgária       | 98       | 97       | 98       | 293      | 98        | 100       | 99        | 297       | 590   | 16  | Q     |
| 2    | Xiao Jiaruixuan         | CHN China          | 95       | 97       | 99       | 291      | 98        | 98        | 100       | 296       | 587   | 27  | Q     |
| 3    | Vitalina Batsarashkina  | ROC                | 95       | 97       | 100      | 292      | 97        | 99        | 98        | 294       | 586   | 23  | Q     |
| 4    | Doreen Vennekamp        | GER Alemanha       | 94       | 96       | 97       | 287      | 99        | 100       | 100       | 299       | 586   | 19  | Q     |
| 5    | Tien Chia-chen          | TPE Taipé Chinês   | 98       | 95       | 98       | 291      | 97        | 97        | 99        | 293       | 584   | 24  | Q     |
| 6    | Anna Korakaki           | GRE Grécia         | 98       | 100      | 96       | 294      | 97        | 95        | 98        | 290       | 584   | 24  | Q     |
| 7    | Wu Chia-ying            | TPE Taipé Chinês   | 98       | 96       | 95       | 289      | 98        | 98        | 99        | 295       | 584   | 22  | Q     |
| 8    | Kim Min-jung            | KOR Coreia do Sul  | 97       | 98       | 96       | 291      | 99        | 98        | 96        | 293       | 584   | 19  | Q     |
| 9    | Zorana Arunović         | SRB Sérvia         | 100      | 97       | 99       | 296      | 96        | 96        | 96        | 288       | 584   | 18  |       |
| 10   | Tanyaporn Prucksakorn   | THA Tailândia      | 95       | 98       | 97       | 290      | 97        | 96        | 100       | 293       | 583   | 19  |       |
| 11   | Elena Galiabovitch      | AUS Austrália      | 94       | 95       | 98       | 287      | 99        | 99        | 98        | 296       | 583   | 17  |       |
| 12   | Mathilde Lamolle        | FRA França         | 94       | 97       | 97       | 288      | 97        | 98        | 99        | 294       | 582   | 21  |       |
| 13   | Andrea Pérez Peña       | ECU Equador        | 97       | 95       | 99       | 291      | 98        | 95        | 98        | 291       | 582   | 18  |       |
| 14   | Laina Pérez             | CUB Cuba           | 94       | 96       | 99       | 289      | 97        | 98        | 98        | 293       | 582   | 17  |       |
| 15   | Manu Bhaker             | IND Índia          | 97       | 97       | 98       | 292      | 96        | 97        | 97        | 290       | 582   | 17  |       |
| 16   | Xiong Yaxuan            | CHN China          | 93       | 95       | 99       | 287      | 97        | 100       | 96        | 293       | 580   | 23  |       |
| 17   | Naphaswan Yangpaiboon   | THA Tailândia      | 96       | 95       | 96       | 287      | 95        | 99        | 99        | 293       | 580   | 17  |       |
| 18   | Alexis Lagan            | USA Estados Unidos | 95       | 96       | 97       | 288      | 95        | 98        | 99        | 292       | 580   | 17  |       |
| 19   | Margarita Chernousova   | ROC                | 93       | 94       | 99       | 286      | 98        | 97        | 99        | 294       | 580   | 15  |       |
| 20   | Monika Karsch           | GER Alemanha       | 98       | 97       | 93       | 288      | 98        | 97        | 97        | 292       | 580   | 15  |       |
| 21   | Kwak Jung-hye           | KOR Coreia do Sul  | 95       | 98       | 95       | 288      | 96        | 98        | 97        | 291       | 579   | 21  |       |
| 22   | Heidi Diethelm Gerber   | SUI Suíça          | 98       | 96       | 94       | 288      | 97        | 99        | 95        | 291       | 579   | 16  |       |
| 23   | Olena Kostevych         | UKR Ucrânia        | 98       | 96       | 98       | 292      | 94        | 97        | 96        | 287       | 579   | 15  |       |
| 24   | Klaudia Breś            | POL Polônia        | 95       | 96       | 94       | 285      | 98        | 100       | 95        | 293       | 578   | 21  |       |
| 25   | Nino Salukvadze         | GEO Geórgia        | 94       | 98       | 99       | 291      | 94        | 96        | 97        | 287       | 578   | 20  |       |
| 26   | Otryadyn Gündegmaa      | MGL Mongólia       | 95       | 95       | 93       | 283      | 97        | 100       | 98        | 295       | 578   | 17  |       |
| 27   | Maria Grozdeva          | BUL Bulgária       | 94       | 98       | 96       | 288      | 95        | 99        | 96        | 290       | 578   | 14  |       |
| 28   | Hanieh Rostamian        | IRI Irã            | 96       | 95       | 98       | 289      | 100       | 94        | 94        | 288       | 577   | 16  |       |
| 29   | Sylvia Steiner          | AUT Áustria        | 92       | 95       | 97       | 284      | 97        | 96        | 100       | 293       | 577   | 15  |       |
| 30   | Jasmina Milovanović     | SRB Sérvia         | 93       | 95       | 99       | 287      | 95        | 95        | 98        | 288       | 575   | 10  |       |
| 31   | Céline Goberville       | FRA França         | 97       | 97       | 93       | 287      | 97        | 96        | 94        | 287       | 574   | 23  |       |
| 32   | Rahi Sarnobat           | IND Índia          | 96       | 97       | 94       | 287      | 96        | 94        | 96        | 286       | 573   | 23  |       |
| 33   | Sandra Uptagrafft       | USA Estados Unidos | 97       | 94       | 97       | 288      | 93        | 97        | 95        | 285       | 573   | 12  |       |
| 34   | Tsolmonbaataryn Anudari | MGL Mongólia       | 93       | 98       | 96       | 287      | 96        | 98        | 91        | 285       | 572   | 15  |       |
| 35   | Veronika Major          | HUN Hungria        | 91       | 93       | 97       | 281      | 95        | 98        | 98        | 291       | 572   | 14  |       |
| 36   | Viktoria Chaika         | BLR Bielorrússia   | 97       | 96       | 98       | 291      | 89        | 97        | 94        | 280       | 571   | 19  |       |
| 37   | Agate Rašmane           | LAT Letônia        | 97       | 95       | 95       | 287      | 95        | 92        | 95        | 282       | 569   | 19  |       |
| 38   | Diana Durango           | ECU Equador        | 94       | 95       | 94       | 283      | 97        | 99        | 90        | 286       | 569   | 15  |       |
| 39   | Olfa Charni             | TUN Tunísia        | 95       | 92       | 97       | 284      | 94        | 95        | 96        | 285       | 569   | 14  |       |
| 40   | Chizuru Sasaki          | JPN Japão          | 94       | 94       | 94       | 282      | 93        | 95        | 97        | 285       | 567   | 7   |       |
| 41   | Eleanor Bezzina         | MLT Malta          | 96       | 96       | 97       | 289      | 91        | 92        | 93        | 276       | 565   | 7   |       |
| 42   | Lynda Kiejko            | CAN Canadá         | 99       | 93       | 89       | 281      | 94        | 92        | 97        | 283       | 564   | 13  |       |
| 43   | Satoko Yamada           | JPN Japão          | 92       | 94       | 93       | 279      | 90        | 97        | 97        | 284       | 563   | 9   |       |
| 44   | Manuela Delilaj         | ALB Albânia        | 92       | 95       | 93       | 280      | 94        | 92        | 90        | 276       | 556   | 12  |       |

### Final
| Pos.              | Atiradora              | CON               | Séries | Séries | Séries | Séries | Séries | Séries | Séries | Séries | Séries | Séries | S-off | Notas            |
| Pos.              | Atiradora              | CON               | 1      | 2      | 3      | 4      | 5      | 6      | 7      | 8      | 9      | 10     | S-off | Notas            |
| ----------------- | ---------------------- | ----------------- | ------ | ------ | ------ | ------ | ------ | ------ | ------ | ------ | ------ | ------ | ----- | ---------------- |
| Medalha de ouro   | Vitalina Batsarashkina | ROC               | 2      | 5      | 10     | 15     | 17     | 22     | 26     | 30     | 33     | 38     | +4    | Recorde olímpico |
| Medalha de prata  | Kim Min-jung           | KOR Coreia do Sul | 4      | 9      | 14     | 16     | 18     | 22     | 26     | 30     | 34     | 38     | +1    | Recorde olímpico |
| Medalha de bronze | Xiao Jiaruixuan        | CHN China         | 3      | 6      | 9      | 12     | 15     | 19     | 23*    | 28*    | 29     | —      |       |                  |
| 4                 | Antoaneta Kostadinova  | BUL Bulgária      | 0      | 4      | 8      | 12     | 17     | 21     | 23*    | 28*    | —      | —      |       | SO               |
| 5                 | Wu Chia-ying           | TPE Taipé Chinês  | 2      | 6      | 8      | 12     | 15     | 19     | 23*    | —      | —      | —      |       | SO               |
| 6                 | Anna Korakaki          | GRE Grécia        | 1      | 4      | 8      | 12     | 15     | 18     | —      | —      | —      | —      |       |                  |
| 7                 | Doreen Vennekamp       | GER Alemanha      | 4      | 6      | 7      | 11     | 14     | —      | —      | —      | —      | —      |       |                  |
| 8                 | Tien Chia-chen         | TPE Taipé Chinês  | 2      | 4      | 7      | 10     | —      | —      | —      | —      | —      | —      |       |                  |